# UFC Fight Night: Whittaker vs. Brunson
UFC Fight Night: Whittaker vs. Brunson è stato un evento di arti marziali miste tenuto dalla Ultimate Fighting Championship svolto il 27 novembre 2016 al Rod Laver Arena di Melbourne, Australia.

## Retroscena
Questo è stato il secondo evento organizzato dalla UFC a Melbourne, il primo fu UFC 193 di novembre 2015. Quest'ultimo evento si tenne all'Etihad Stadium, dove venne battuto il record di spettatori (56.214).
Nel main event avrebbero dovuto affrontarsi in un rematch l'ex campione dei pesi medi UFC e Strikeforce Luke Rockhold e l'ex campione dei pesi medi Strikeforce Ronaldo Souza. I due atleti si affrontarono la prima volta a settembre del 2011 in un evento Strikeforce; in quell'occasione Rockhold vinse il titolo per decisione unanime. Tuttavia, il 1º novembre, Rockhold venne rimosso dalla card a causa della dislocazione del legamento crociato anteriore. Successivamente anche Souza venne rimosso dall'incontro. Al loro posto vennero inseriti Robert Whittaker e Derek Brunson.
Al seguito della cancellazione dell'evento UFC Fight Night: Lamas vs. Penn, l'incontro tra Yao Zhijui e Jenel Lausa e l'incontro tra Seo Hee Ham e Danielle Taylor vennero riorganizzati per questo evento.
Il 21 ottobre venne annunciato che Dominique Steele era stato rimosso dal match contro Kyle Noke a causa di un infortunio. Al suo posto venne inserito Omari Akhmedov.
Il vincitore del reality show The Ultimate Fighter: China Ning Guangyou doveva affrontare Marlon Vera a UFC 202. Tuttavia, a seguito del fallimento di un test anti-doping effettuato da Ning, l'incontro venne spostato all'evento UFC on Fox: Maia vs. Condit. Ancora una volta, il match venne posticipato a causa di alcuni problemi avuti con il visto d'ingresso da parte di Ning. Infine l'intero incontro venne spostato per questo evento.

## Risultati
|                                   | Divisione                      |                                |                                |                                | Metodo                                      | Round                          | Tempo                          | Premio                         |
| Card Principale (Fox Sports 1)    | Card Principale (Fox Sports 1) | Card Principale (Fox Sports 1) | Card Principale (Fox Sports 1) | Card Principale (Fox Sports 1) | Card Principale (Fox Sports 1)              | Card Principale (Fox Sports 1) | Card Principale (Fox Sports 1) | Card Principale (Fox Sports 1) |
| --------------------------------- | ------------------------------ | ------------------------------ | ------------------------------ | ------------------------------ | ------------------------------------------- | ------------------------------ | ------------------------------ | ------------------------------ |
|                                   | Pesi Medi                      | Robert Whittaker               | batte                          | Derek Brunson                  | KO Tecnico (calcio alla testa e pugni)      | 1                              | 4:07                           | FOTN, POTN                     |
|                                   | Pesi Leggeri                   | Andrew Holbrook                | batte                          | Jake Matthews                  | Decisione non unanime (28-29,29-28, 29-28)  | 3                              | 5:00                           |                                |
|                                   | Pesi Welter                    | Omari Akhmedov                 | batte                          | Kyle Noke                      | Decisione unanime (29-28, 29-28, 30-27)     | 3                              | 5:00                           |                                |
|                                   | Pesi Piuma                     | Alexander Volkanovski          | batte                          | Yusuke Kasuya                  | KO Tecnico (pugni)                          | 2                              | 2:06                           |                                |
|                                   | Pesi Mediomassimi              | Tyson Pedro                    | batte                          | Khalil Rountree                | Sottomissione (rear-naked choke)            | 1                              | 4:07                           | POTN                           |
|                                   | Pesi Paglia (F)                | Danielle Taylor                | batte                          | Seo Hee Ham                    | Decisione non unanime (28-29, 30-27, 30-27) | 3                              | 5:00                           |                                |
| Card Preliminare (Fox Sports 1)   |                                |                                |                                |                                |                                             |                                |                                |                                |
|                                   | Pesi Medi                      | Dan Kelly                      | batte                          | Chris Camozzi                  | Decisione unanime (29-28, 29-27, 30-27)     | 3                              | 5:00                           |                                |
|                                   | Pesi Leggeri                   | Damien Brown                   | batte                          | Jon Tuck                       | Decisione non unanime (28-29, 29-28, 29-28) | 3                              | 5:00                           |                                |
|                                   | Pesi Welter                    | Jonathan Meunier               | batte                          | Richard Walsh                  | Decisione unanime (29-28, 30-27, 30-27)     | 3                              | 5:00                           |                                |
|                                   | Pesi Mosca                     | Ben Nguyen                     | batte                          | Geane Herrera                  | Decisione unanime (30-27, 30-26, 30-27)     | 3                              | 5:00                           |                                |
| Card Preliminare (UFC Fight Pass) |                                |                                |                                |                                |                                             |                                |                                |                                |
|                                   | Pesi Piuma                     | Jason Knight                   | batte                          | Dan Hooker                     | Decisione unanime (29-28, 30-27, 30-26)     | 3                              | 5:00                           |                                |
|                                   | Pesi Gallo                     | Marlon Vera                    | batte                          | Ning Guangyou                  | Decisione unanime (29-28, 29-28, 29-28)     | 3                              | 5:00                           |                                |
|                                   | Pesi Mosca                     | Jenel Lausa                    | batte                          | Yao Zhikui                     | Decisione unanime (30-27, 30-27, 30-27)     | 3                              | 5:00                           |                                |

## Premi
I lottatori premiati ricevettero un bonus di 50.000 dollari.
Legenda:
- FOTN: Fight of the Night (vengono premiati entrambi gli atleti per il miglior incontro dell'evento)
- POTN: Performance of the Night (viene premiato il vincitore per la migliore performance dell'evento)

## Incontri Annullati
|  | Divisione   |               |        |                  | Motivo                      |
|  | ----------- | ------------- | ------ | ---------------- | --------------------------- |
|  | Pesi Medi   | Luke Rockhold | contro | Ronaldo Souza    | Rockhold subì un infortunio |
|  | Pesi Welter | Kyle Noke     | contro | Dominique Steele | Steele subì un infortunio   |